# Johan August Wahlberg
Pour les articles homonymes, voir Wahlberg.
Johan August Wahlberg est un naturaliste et un collectionneur suédois, né le 9 octobre 1810 à Lackarebäck (sv) et mort le 6 mars 1856 près du lac Ngami. C'est le frère de Peter Fredrik Wahlberg.

## Biographie
Il étudie la chimie et la pharmacie à l’université d'Uppsala ; il travaille dans une pharmacie de Stockholm tout en étudiant à l’école de génie forestier (Skogsinstitut). Il voyage, de 1838 à 1856, dans le sud de l’Afrique où il constitue une riche collection. Il retourne brièvement en Suède en 1853 mais revient aussitôt en Afrique. Il explore la rivière Limpopo mais est tué par un éléphant qu’il avait blessé.
Carl Jakob Sundevall (1801-1875) lui dédie l’indicateur de Wahlberg (Prodotiscus regulus)[précision nécessaire] en 1850 et l’aigle de Wahlberg (Aquila wahlbergi) l’année suivante.

## Source
- Traduction de l'article de langue anglaise de Wikipédia (version du 20 décembre 2005).